# Игинцы
Ыгы (Игинцы)  — сеок хакасской субэтнической группы кызыльцев.
Игинский административный род (37 различных фамилий) в Кызыльской степной думе подразделялся на улуғ ыгы — «большой ыгы» и кічiғ ыгы — «малый ыгы». В начале 18 в. игинцы проживали по р. Чулым, от впадения р. Урюп и до г. Ачинска, у р. Игинка.
Этноним «ыгы» созвучен с именем якутского рода «эгэ» — эгинцы. Общность якутской и хакасской этнонимики («хасха», «тумат», «хоро», «хыргыс» и др.) отражает их древние этногенетические связи.

## Подразделения
- Улуғ ығы
- Кічiг ығы

## Состав
Фамилии входящие в состав 
- Аглагачев (он же Улагаев, Ожогаев)
- Анажаков
- Аргудаев
- Ачетов
- Ачисов
- Аяндыров
- Байдуров
- Балагызов
- Бахчараков
- Борбаков
- Имзияков
- Кичинов
- Кичкильдеев
- Когаев
- Когодаев
- Когояков
- Козаков
- Конозаков
- Костяков
- Кулаксаев
- Кургачев
- Манашев
- Оконгачев
- Сагимов
- Сакодуков
- Сапораков
- Сафанаков
- Тайжаков
- Тайтынов
- Унагаев
- Урусов
- Шарысаков
- Ярусов